# 奥山皓太
奥山 皓太（おくやま こうた、1997年9月3日 - ）は、山梨県甲府市出身の元プロ野球選手（外野手）。右投右打。プロでは育成選手であった。

## 経歴

### プロ入り前
甲府市立池田小学校3年で野球を始め、甲府市立西中学校時代は同校の軟式野球部に所属。小中双方で関東大会出場を果たした。
山梨県立甲府西高等学校に進学後、1年秋から本格的に投手へ転向。最速140km/hを計測するまでに成長し、3年夏にはエースとして県大会ベスト8に貢献した。その後、東都二部、関甲新などの強豪チームからの誘いもあった中で、静岡学生野球リーグに所属する国立大学である静岡大学へ進学を決断。
静岡大学では、入学当初は投手を務めたが高校時代から抱えていた肘痛が悪化。一度は退部を考えたものの、3年春頃から外野手に転向した。両打への挑戦などといった試行錯誤の末、3年秋よりレギュラーに定着し4年秋まで3季連続で打率3割を記録。4年からは中軸を担い、春は終盤に右足の肉離れで離脱したものの、主に中堅手として出場した秋には初のベストナインを受賞した。
2019年のNPB育成ドラフト会議にて、阪神タイガースから2巡目指名を受けた。支度金200万円、年俸300万円で仮契約（金額は推定）。背番号は128。静岡大学からは初のプロ野球選手であり、また阪神に国立大出身選手が新入団するのはドラフト制度導入後初の出来事。

### 阪神時代
2020年はウエスタン・リーグ7試合に出場し打率.091、1打点という成績だった。
2021年はウエスタン・リーグ33試合に出場し打率.263、1打点と振るわず、支配下登録されることなく、10月15日に戦力外通告を受けた。

### 現役引退後
阪神退団後に山梨放送（テレビはNNN/NNSで日本テレビと、ラジオはJRNでTBSラジオと、NRNでニッポン放送・文化放送と系列関係）に入社し、2024年時点では社会部で報道記者を務めている。

## 選手としての特徴
身長186cm、体重93kgの恵まれた体格に、遠投120mの強肩、50m走5秒8・一塁到達4.03秒の脚力など高い身体能力を活かしたスピード感あるプレーを持ち味とする大型外野手。打撃面では、粗削りながら力強いスイングが持ち味。

## 詳細情報

### 年度別打撃成績
- 一軍公式戦出場なし

### 背番号
- 128（2020年 - 2021年）

### 登場曲
- 「もっと遠くへ」レミオロメン（2020年 - 2021年）